# 2013 YP139
2013 YP139 es un asteroide cercano a la Tierra descubierto el 29 de diciembre de 2013 por el programa de búsqueda de la NASA "NEOWISE", cuyo objetivo es buscar los objetos celestes que puedan pasar próximos a la Tierra.

## Descripción
2013 YP139 es muy oscuro, con un albedo comparable al del carbón, su órbita alrededor del sol es elíptica, y su diámetro mide aproximadamente 650 metros. las primeras estimaciones indican que puede que pase a unos aproximadamente 490.000 kilómetros de la Tierra, un poco más que la distancia a la luna. Por este motivo y debido a su tamaño, el asteroide ha sido clasificado como asteroide potencialmente peligroso. Sin embargo, su aproximación no se producirá este siglo.